# Atusaye Nyondo
Atusaye Nyondo (ur. 15 listopada 1990 w Mzuzu) – piłkarz malawijski grający na pozycji napastnika.

## Kariera klubowa
Karierę piłkarską Nyondo rozpoczął w klubie Silver Strikers. W 2007 roku zadebiutował w jego barwach w pierwszej lidze Malawi. W 2007 roku zdobył FAM Cup, a w 2008 roku wywalczył mistrzostwo Malawi. W 2009 roku odszedł do południowoafrykańskiego zespołu Carara Kicks FC, grającego w Mvela League. W 2011 roku przeszedł do Supersport United FC, z którym w sezonie 2011/2012 zdobył Puchar Południowej Afryki. W latach 2013–2016 grał w University of Pretoria FC, a w latach 2016-2018 w Bloemfontein Celtic FC. W sezonie 2018/2019 był piłkarzem Tshakhuma Tsha Madzivhandila FC, a w sezonie 2019/2020 - Saint-George SA. W sezonie 2020/2021 grał w Pretoria Callies FC.

## Kariera reprezentacyjna
W reprezentacji Malawi Nyondo zadebiutował 26 czerwca 2008 roku w wygranym 3:1 towarzyskim meczu z Namibią, rozegranym w Windhuku. W debiucie strzelił gola. W 2010 roku w Pucharze Narodów Afryki 2010 zagrał w jednym meczu, z Mali (1:3). Od 2008 do 2018 wystąpił w kadrze narodowej 41 razy i strzelił 10 goli.